# Ladir
Ladir era una comuna suiza del cantón de los Grisones, situada en el distrito de Surselva, círculo de Ilanz/da la Foppa. Limitaba al norte con las comunas de Schnaus y Falera, al este con Schluein, y al sur y oeste con Ruschein. El 1 de enero de 2014 se fusionó con las antiguas comunas de Castrisch, Ilanz, Luven, Pitasch, Riein, Ruschein, Schnaus, Sevgein, Duvin, Pigniu, Rueun y Siat para convertirse en la nueva comuna de Ilanz/Glion.

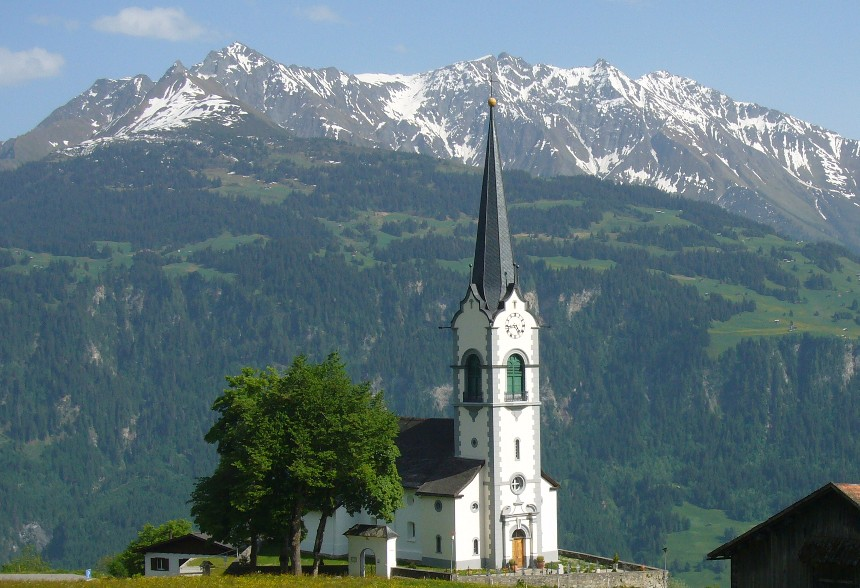
Vista de la iglesia de Ladir.